# 源清 (唐朝)
源清（?—?），唐朝相州临漳人，河南源氏。唐玄宗的驸马。
源清的八世祖源賀为太尉、隴西宣王。七世祖生侍中馮翊惠公源懷。六世祖源子恭，官至中書監、臨汝文獻公，周、隋之際，开始定居相州临漳。高祖父源彪是隋莒州刺史、臨潁縣公，曾祖父是源師民字踐言，隋刑部侍郎。祖父源直心，司刑太常丞。源清的父亲是唐玄宗的宰相源乾曜。李隆基把真阳公主嫁给了源清。源清拜驸马都尉。源清死后，真阳公主改嫁苏震。